# Eleutherodactylus lucioi
Eleutherodactylus lucioi es una especie de anfibio anuro de la familia Eleutherodactylidae.

## Distribución geográfica
Esta especie es endémica de Haití. Habita en el departamento de Noroeste a unos 100 m de altitud.

## Descripción
Los machos miden hasta 24 mm.

## Etimología
Esta especie lleva el nombre en honor a John C. Lucio, quien recolectó el holotipo con Albert Schwartz.

## Publicación original
- Schwartz, 1980 : Two new species of Eleutherodactylus (Amphibia, Anura, Leptodactylidae) from Hispaniola. Annals of Carnegie Museum, vol. 49, n.º 6, p. 103-112.[5]